# Heikki Mikkola

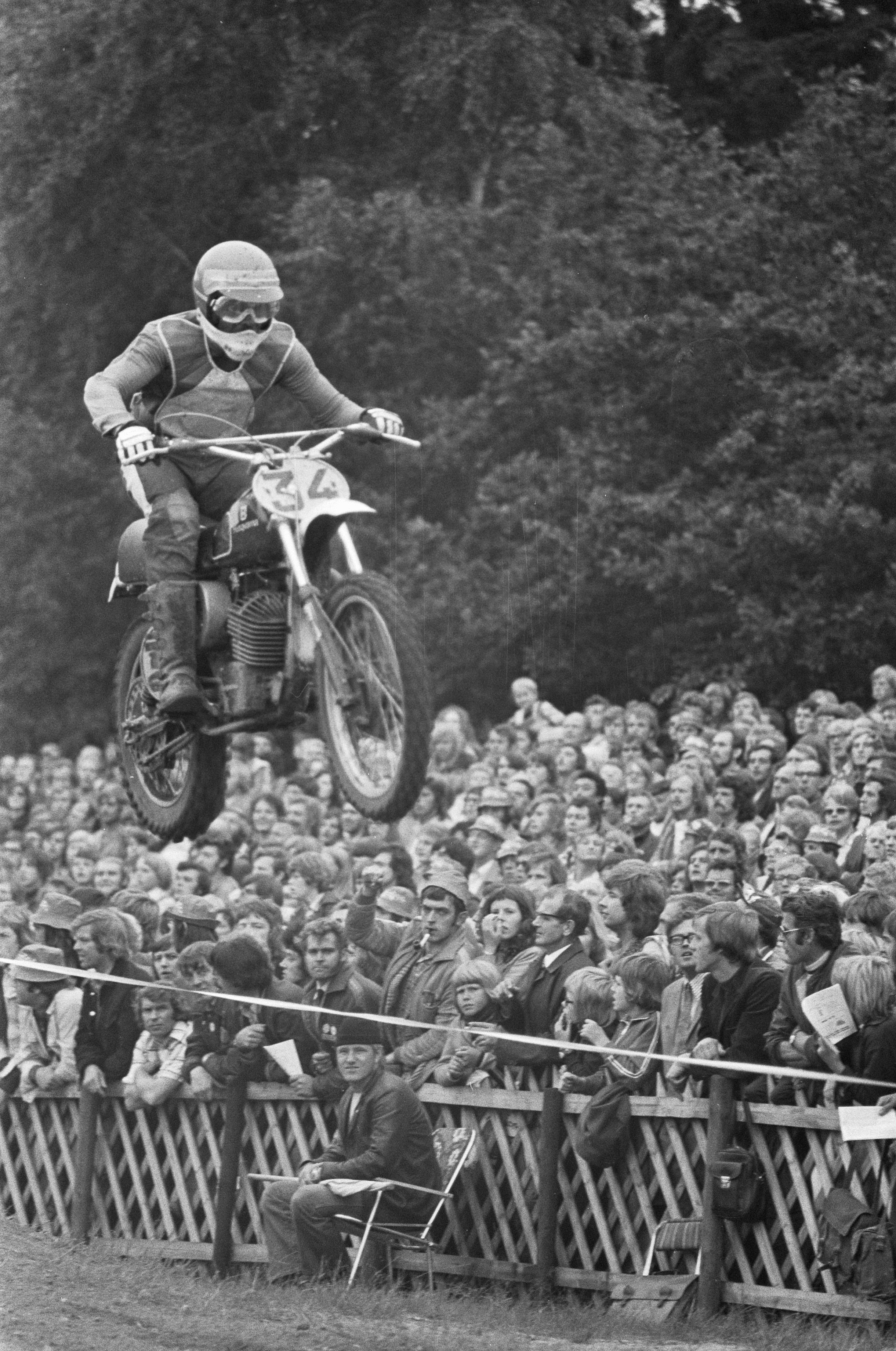
Heikki Mikkola in 1974

Heikki Antero Mikkola (Mikkeli, 6 juli 1945) is een Fins voormalig motorcrosser.

## Carrière
Mikkola stond bekend als De Vliegende Fin, door zijn felle, vastberaden rijstijl. Hij was de eerste Fin die een wereldtitel behaalde in het motorcross. Hij won zijn eerste Wereldkampioenschap motorcross in de 500cc-klasse in 1974 op een Husqvarna. Hij versloeg de regerende wereldkampioen Roger De Coster in een seizoen dat bekend kwam te staan als een van de spannendste uit de motorcrossgeschiedenis. In 1976 behaalde hij zijn tweede wereldtitel met Husqvarna, in de 250 cc. Zo werd hij de eerste piloot die wereldkampioen wist te worden in twee verschillende categorieën. Voor 1977 stapte Mikkola over op Yamaha en hij schonk hun meteen de wereldtitel, dit keer in de 500 cc. Hij herhaalde dit nog eens in 1978. Na een vijfde plaats te behalen in 1979, besloot Mikkola te stoppen met motorcrossen.

## Palmares
- 1974: Wereldkampioen 500 cc
- 1976: Wereldkampioen 250 cc
- 1977: Wereldkampioen 500 cc
- 1978: Wereldkampioen 500 cc